# Río Cravo Sur
Río Cravo Sur är ett vattendrag i Colombia.   Det ligger i departementet Casanare, i den centrala delen av landet, 280 km öster om huvudstaden Bogotá.